# Grobnica opice, Chiusi
Grobnica opice je v nekropoli Poggio Renzo, štiri kilometre od mesta Chiusi in jo je mogoče datirati v leta 480-470 pr. n. št. Aleksander François jo je odkril marca 1846 in ime je dobila po prikazu opice, naslikane v frizu, ki krasi osrednjo komoro grobnice.
Grobnico se lahko obišče z rezervacijo v Narodnega arheološkem muzeju v Chiusiju.

## Opis
Hipogej ima osrednji prostor s tremi stranskimi prostori in stopničast vhodni dromos (hodnik). Dostop do grobnice je stopnišče, ki ni original, dromos je bil v resnici zakopan pod terenom. 
Vse sobe, vključno z osrednjim (atrij), imajo pogrebne postelje, izklesane iz skale, okrašene z nizkim reliefom v obliki klinai (banketna postelja).
Stropi posnemajo lesene ostrešje doma in so delno pobarvani. Na sredini atrijskega stropa je ženska glava, v zadnji sobi pa na vogalih rastlinski motiv s štirimi sirenami.

## Slike
Slike grobnice, razen figur dveh mož (služabnikov?) in bradate kače na stenah zadnje sobe, so skoncentrirane v pasu omejene širine v osrednjem atriju, nad zelenim podstavkom. Okrašeni pas je na dnu uokvirjen s preprostim meandrom, na vrhu pa z listnatim okrasom; predstavljene so pogrebne igre.
Od vhodnih vrat je začetek iger, z mladimi, ki imajo palmove veje, sledita dva igralca in dirka s kočijami, ki poteka med cilji v obliki borovega stožca. V prizoru je tema, morda agonoteta (starogrško ἀγωνοθέτης – sodnik na svetih Panhelenskih igrah); potem sledita dva moška s palmovo vejo, s suknjičem, ki bi bil lahko bil kočijaž. Sledijo še drugi, dva desultorea (mladi, ki skačejo s konja), torej dva športnika, ki se borita v prisotnosti sodnika. Za zadnjim, skritim v panju grmičevja, stoji opica, ki je grobu dala ime. Naslednji del prikazuje športnika pri nenavadnem metanju palice, ki mu pomaga suženj, ki v roki drži globus (žoga? breme?) in dva boksarja. Naslednji del prikazuje igre spretnosti in plesa: vidimo pirrichista z dvema avlosoma (igralci dvojne flavte), dvema konjema, desultorjem, mladim kronanim moškim, ki nosi klamido (ogrinjalo) in se na koncu vrne na vhodna vrata. Morda naslikan prizor, na katerem je lik, naslonjen na palico in dva gola mladeniča, ki se zdita, da pozdravljata. Za njimi je ženska pod sončnikom, ki se udeležuje plesne igre, ki je jasneje upodobljena v grobnici Žonglerjev v Tarkviniji: to je, ob zvoku piščali, metanje krožnikov v kandelabrum, ki je postavljen na glavo plesalca v središču.
Prizorišče je torej vrsta atletskih iger (met kopja, rokoborba, boks), predstave spretnosti in glasbe (z igralci avlosa, trobente z dolgim rogom in dvojno piščaljo), plesov in dirke s kočijami. Ženska z glavo, prikrito pod sončnikom, je plemenita ženska, gledalec ali bolj verjetno pokojnica, lastnica groba, v čast katere se odvijajo pogrebne igre.

## Slog in datacija
Grobnica je postavljena v povezavi z drugimi podobnimi grobnicami Tarkvinije, kjer so najdene podobne pogrebne igre in plesi. Prizori so artikulirani s kompleksnostjo, kakovost slike pa je precej slaba, s shematizmi in slabo pozornostjo do detajlov. Model odraža pozno arhaične vrste. Obarvanost je zelo zmanjšana, kot v kasnejših grobnicah Tarkvinije. Upoštevajoč te slogovne značilnosti je predlagano datiranje v prva desetletja 5. stoletja pred našim štetjem, tudi zaradi prisotnosti nekaterih preteklih, ki postavljajo znanje o izkušnjah s konca 6. stoletja pred našim štetjem.